# Anielin (Magnuszew)
Pour les articles homonymes, voir Anielin.
Anielin (prononciation : [aˈɲelin]) est un village polonais de la gmina de Magnuszew dans le powiat de Kozienice de la voïvodie de Mazovie dans le centre-est de la Pologne.
Il se situe à environ 9 kilomètres à l'ouest de Magnuszew (siège de la gmina), 31 km au nord-ouest de Kozienice (siège du powiat) et à 52 km au sud de Varsovie (capitale de la Pologne).

## Histoire
De 1975 à 1998, le village appartenait administrativement à la voïvodie de Radom.